# Elektronové efekty
Elektronové efekty jsou jevy, které ovlivňují strukturu, reaktivitu nebo chemické vlastnosti molekul, ale nelze je zařadit mezi chemické vazby ani ke sterickým efektům. V organické chemii se také používá označení stereoelektronové efekty, které zdůrazňuje vztahy mezi elektronovou strukturou a geometrií nebo stereochemií molekul.

## Druhy
Indukční efekty spočívají ve změně rozložení elektronové hustoty na vazbách sigma vyvolané rozdílem elektronegativit atomů vytvářejících vazbu. Indukční efekt je na každé další vazbě od dvojice atomů s různými elektronegativitami slabší a uplatňuje se jen na několika vazbách.
Konjugace se podobá indukčním efektům, ale vyskytuje se u propojených vazeb pí. Ovlivněna je nejen elektronegativitami propojených atomů, ale i polohami volných elektronových párů vůči pí-systému. Elektronové efekty se takto mohou přenášet po celém pí-systému a mít tak rozsáhlejší účinky než indukce.
Hyperkonjugace je stabilizující jev, který vzniká interakcemi elektronů ve vazbě sigma (obvykle C-H nebo C-C) se sousedními prázdnými (nebo částečně zaplněnými) nevazebnými orbitaly p či protivazebnými orbitaly π nebo sigma za vzniku rozšířených molekulových orbitalů, čímž se zvyšuje stabilita systému. Hyperkonjugací lze také vysvětlit gauche a anomerní efekt.
Orbitalová symetrie je důležitá u orbitalů obsahujících směrující složky, jako jsou p a d. Tento jev se vyskytuje například u čtvercově rovinných nízkospinových komplexů d8 přechodných kovů,kde směrovost d orbitalů kovového centra způsobuje čtvercově rovinnou geometrii, přestože by tetraedrická geometrie vykazovala menší sterické zatížení. Tyto efekty se například uplatňují v pericyklických reakcích, jako je Dielsova–Alderova reakce.
Elektrostatické interakce jsou přitažlivé i odpudivé síly vytvářené hromaděním elektrického náboje na molekulách. Elektrostatické interakce jsou obvykle příliš slabé, aby je bylo možné považovat za vazby, případně tvorbě skutečné vazby brání jiné jevy, jako jsou sterické efekty. U chemických vazeb se atomy k sobě přiblíží na vzdálenosti kratší, než jsou jejich van der Waalsovy poloměry Na pomezí mezi skutečnými vazbami a elektrostatickými interakcemi jsou vodíkové vazby. Přitažlivé elektrostatické interakce se považují za „vazby“, pokud jsou dostatečně silné, ale odpudivé mají vždy, nezávisle na síle, elektrostatický účinek. Příkladem odpudivého účinku může být změna tvaru molekuly omezující vzájemná působení elektricky nabitých atomů.
Spinové kvantové číslo udává počet nespárovaných elektronů v molekule. Většina molekul vytvářejících živé organismy, bílkoviny, sacharidy a lipidy, neobsahuje nepárové elektrony, a to ani, když jsou tyto molekuly nabité. Takové molekuly se označují jako singletové, protože spárované elektrony mají jediný spinový stav. Dikyslík má oproti tomu za běžných podmínek dva nepárové elektrony a je tedy tripletový, protože dva nespárované elektrony umožňují vytvoření tří spinových stavů. Reakce tripletových molekul se singletovými neprobíhají. Tyto interakce bývají hlavními příčinami vysokých energetických bariér u termodynamicky velmi výhodných reakcí singletových organických molekul s tripletovým kyslíkem. Tato bariéra zabraňuje shoření živých organismů za pokojové teploty.
Elektronové spinové stavy se stávají složitějšími u přechodných kovů. K vysvětlení jejich reaktivity se používají konfigurace d elektronů a vysoko- či nízkospinové konfigurace; například nízkospinové čtvercově rovinné d8 komplexy jsou obvykle nereaktivní, protože neobsahuje nepárové elektrony. Oproti tomu jsou vysokospinové d8 komplexy zpravidla oktaedrické a náchylné k substitucím, protože mají dva nepárové elektrony.
Jahnův–Tellerův efekt spočívá v narušení nelineární geometrie molekul za určitých podmínek. Každá nelineární molekula s degenerovanými základními elektronovými stavy podléhá narušení geometrie, které odstraňuje tuto degeneraci a snižuje celkovou energii. Tento druh narušení je obzvláště patrný u některých komplexů přechodných kovů, jako jsou měďnaté komplexy, které obsahují 9 d elektronů.
Trans efekt způsobuje, že ligandy ve čtvercových a oktaedrických komplexech mají jednu vazbu na ligand v poloze trans. Vyvoláván je elektronovými jevy a projevuje se prodloužením trans vazeb; rovněž má vliv na celkovou energii komplexu.

## Srovnání se sterickými efekty
Struktura, vlastnosti a reaktivita molekuly závisí na vazebných interakcích, jako jsou kovalentní, iontové a vodíkové vazby, a jiné. Tyto vazby vytváří základní strukturu, kterou poté upravují odpudivé síly známé jako sterické efekty. Základní vazby a sterické efekty nepostačují k vysvětlení řady struktur, vlastností a reaktivit. Sterické efekty jsou tak často doplňovány elektronovými, indukcí, konjugací, symetrií orbitalů, elektrostatickými interakcemi a spinovými stavy. Tyto elektronové jevy jsou nejvýznamnější, existují však i jiné.
Byly vyvinuty výpočetní postupy sloužící k oddělení sterických a elektronových efektů libovolných skupin v molekulách a jejich vlivů na strukturu a reaktivitu.